# Taras Miszczuk
Taras Miszczuk (ukr. Тарас Вікторович Міщук, ur. 22 lipca 1995 w Dubnie) – ukraiński kajakarz, brązowy medalista olimpijski z Rio de Janeiro.
Zawody w 2016 były jego pierwszymi igrzyskami olimpijskimi. Po medal sięgnął w kanadyjkowej dwójce na dystansie 1000 metrów, partnerował mu Dmytro Janczuk. W 2015 zdobył brąz mistrzostw świata, był również wielokrotnym medalistą mistrzostw Europy. W 2015 zdobył złoto (C-2 1000 m) i srebro tej imprezy (C-2 500 m). Ponadto ma w dorobku trzy  brązowe medale ME - w kanadyjkowej czwórce na dystansie 1000 metrów w 2014 oraz w dwójce na dystansie 500 metrów w 2017 i 2018.